# Sinn- und Klangweg
Der Sinn- und Klangweg ist ein Themenwanderweg bei Freiburg im Üechtland, der sich dem Thema der Wahrnehmung, der Besinnung und der Klänge widmet. Er führt an verschiedenen Kunstobjekten vorbei, welche zum Innehalten, Ausruhen einladen. Der Weg führt vom Bahnhof Düdingen über den Grandfey-Viadukt zum Bahnhof Freiburg-Poya.

## Der Weg

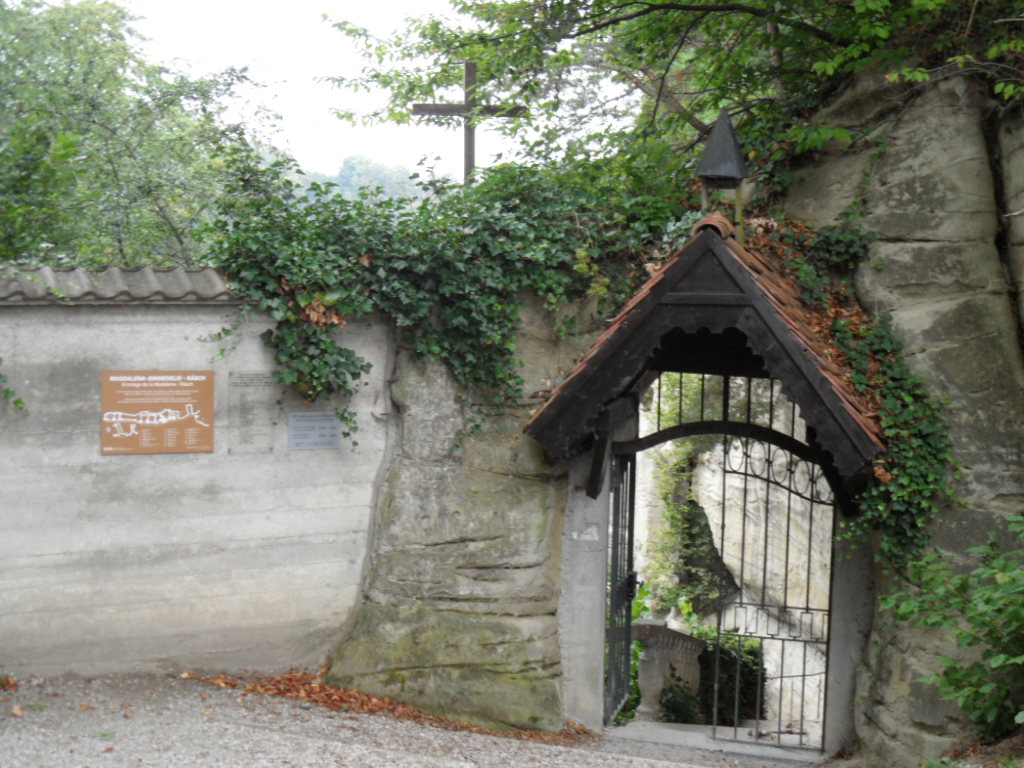
Eingang zur Magdalena-Einsiedelei

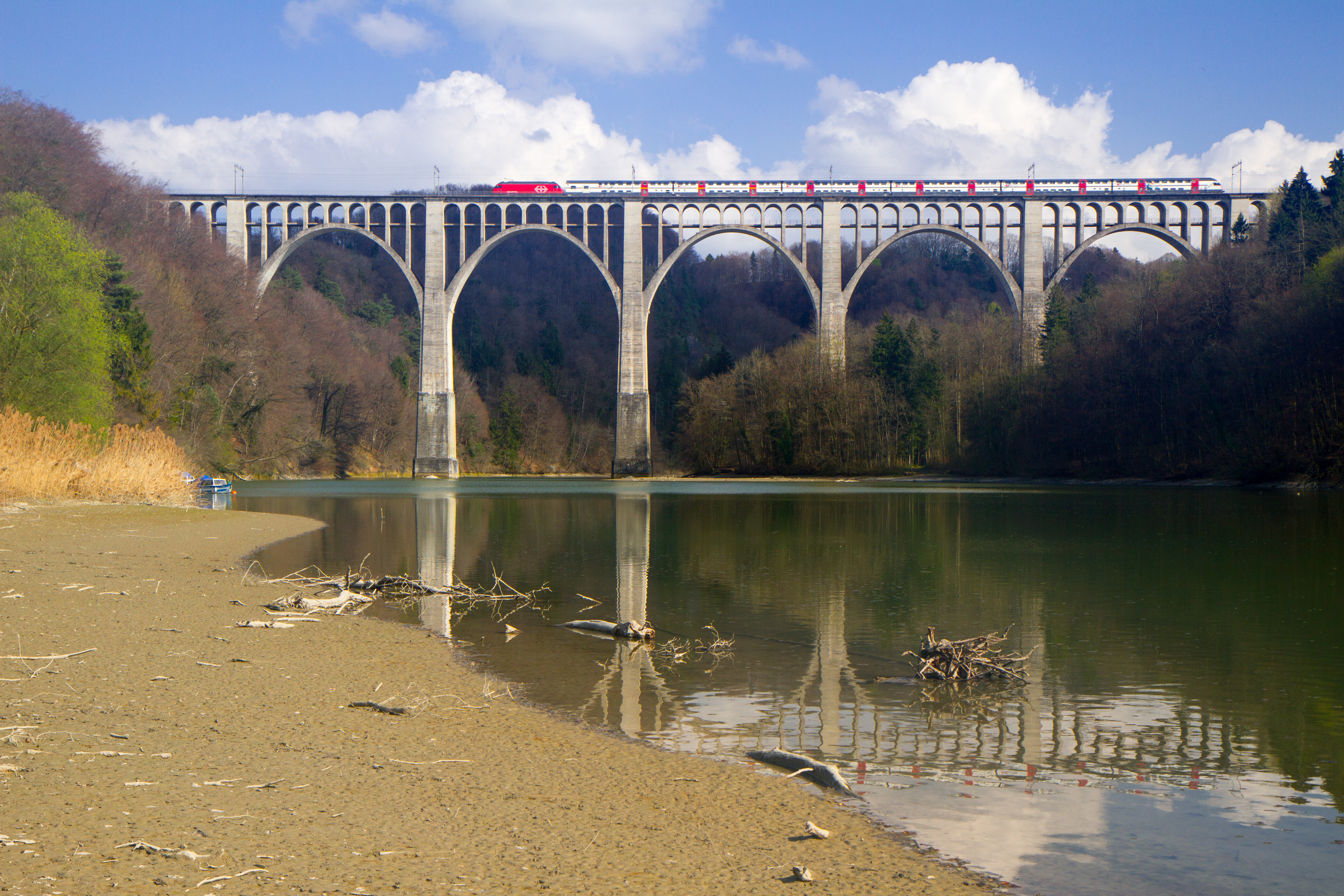
Grandfey-Viadukt

Der Weg ist rund 10,5 km lang. Start- und Endpunkte sind der Bahnhof Düdingen und der Bahnhof Freiburg Poya. Auf dem Weg überquert man nicht nur den Schiffenensee, sondern auch die Sprachgrenze, den sogenannten Röstigraben. Der Weg führt auch an der Magdalena-Einsiedelei im Weiler Räsch vorbei, die von April bis September tagsüber frei zugänglich, im Winter geschlossen ist. Ein erster Klausner wird 1609 erwähnt, der letzte Klausner verliess die Einsiedelei in den Zwischenkriegsjahren. Bei Sanierungsarbeiten der Einsiedelei entdeckte man ein geologisches Phänomen: Der Besucher bewegt sich auf Sandsteindünen, die von einem Meer zeugen, das vor ungefähr 20 Millionen Jahren diese Dünen entstehen liess. Wenn man den Weg vom Bahnhof Düdingen her begeht, kann man die Wanderung mit dem Besuch im Café de Grandfey oder in der Auberge des 4 Vents, beide mit Gartenwirtschaft, ausklingen lassen, bevor man am Bahnhof Freiburg-La Poya den Zug oder den Bus nimmt.

## Werke am Weg
Auf dem Sinn- und Klangweg sind verschiedene Ruhestellen eingerichtet. In der Regel bestehen sie aus einer Skulptur eines Künstlers oder Kunsthandwerkers, einer Sitzbank und einer Tafel mit einer kurzen Erklärung oder Anleitung zum Thema. Damit wird der Wanderer eingeladen, sich mit der Skulptur auf das dargestellte Thema einzulassen.

### Tonmühlen
Jürg Schneider zeigt Tonmühlen (Lage). Wenn man sie ins Rollen bringt, entstehen durch Metallstäbchen im Inneren schleifende Geräusche, die an das Säuseln von Wind erinnern.

### Der Chlopfer
(Lage) Landläufig spricht man von «Widder» oder «Chlopfer», weil man ein Klopfen vernimmt. Fachleute nennen es Staudruckpumpe. Sie wird angetrieben vom Wasserdruck. Mit dessen Hilfe kann ein Teil des Wassers ohne zusätzliche Energie nach oben befördert werden.

### Kugelsplitter
Mireille Schafer schuf die Skulptur «Kugelsplitter» (Lage). Man kann die Edelstahlkugeln drehen. Dadurch geben sie unregelmässige, holperige Klänge von sich. Unregelmässigkeiten wie im Leben.

### Chörlimusik
(Lage) Auf einem Metallträger thront ein Metallapparat mit einer Handkurbel und einem Wählrad, mit dem man ein Musikstück wählen kann. Wenn man die Handkurbel etwa 20 Sekunden lang dreht – egal in welche Richtung – erklingt die gewählte Melodie. Nach einigen Momenten bricht die Musik wieder ab, man wird aufgefordert, wieder an der Kurbel zu drehen, damit die Musik zu Ende gespielt wird. Die Musikstücke stammen gemäss Angaben auf der Metallabdeckung von Musikgruppen aus Düdingen und der Umgebung oder sie nimmt Bezug auf Heimat.

### Koshi-Klangspiel
(Lage) Das Klangspiel ist aus geöltem Bambusfurnier gefertigt. Der Wind oder die Wanderer bewegen die hängenden Bambusrohre und erzeugen feine Klänge.

### Milchkannen
(Lage) Der grelle Klang der Milchkannen lässt für viele eine Idylle auferstehen. Dieser Klang am Morgen und Abend gehörte zum Tagesablauf der Bauern. Heute benutzen die Bauern statt Milchkannen Kühlbehälter und die Milch wird mit dem Tanklastwagen ins Verarbeitungszentrum befördert.

### Glockenspiel
(Lage) Jede Glocke hat einen charakteristischen Klang. Er hängt von der Grösse, Form und dem Material der jeweiligen Glocke ab. Und so schafft der Glockenschlag oder das Geläut – ob vom Kirchturm oder von weidenden Tieren – für viele ein Heimatgefühl.

### Aqua sonorium
Von Toni Julmy stammt das «Aqua sonorium» (Lage). Mit Druck, der durch das Gefälle entsteht, wird Wasser nach oben gedrückt und sprudelt plätschernd herunter. Dann verläuft es sich im Schiffenensee; es wird Teil davon.

### Schreien
Schreien (Lage) Schon der erste Laut eines Neugeborenen ist ein Schrei. Schreien ist mit Emotionen verbunden: Angst, Schrecken, Lachen, Lust, Wut, Befehl...

### Klang der Stille
Wohnmacher: Klang der Stille (Lage) Die Bank lädt ein, Platz zu nehmen, zu rasten, innezuhalten, sich zu besinnen, die Natur wahrzunehmen.

### Gong
Von Manfred Zurkinden stammt die Skulptur «Gong» (Lage)Der Klang des Gongs wird nicht nur mit den Ohren wahrgenommen, die Vibrationen spürt man auch auf der Haut, dem Zwerchfell. Sein Klang ist langanhaltend, wird stetig leiser und feiner.

### Grandfey-Viaduct + „Maillart Bridge extended“
Der Grandfey-Viadukt, 1862 eröffnet, musste 1925 bis 1927 verstärkt und für die elektrische Bahn modernisiert werden. Die heutige Form geht auf den Pionier für grosse Betonbauten, Robert Maillart, zurück.
Die Eisenplastik «Maillart Bridge extended» des US-amerikanischen Künstler Richard Serra visualisiert mit seinen Stahlträgern in Form einer Klammer an beiden Enden des Viadukts die Brückenfunktion der Grandfey-Brücke über den Röstigraben (über die Sprachgrenze), das Zusammenspannen zwischen der Romandie und der Deutschschweiz und ehrt den Pionier der grossen Betonbauten.

## Fotos

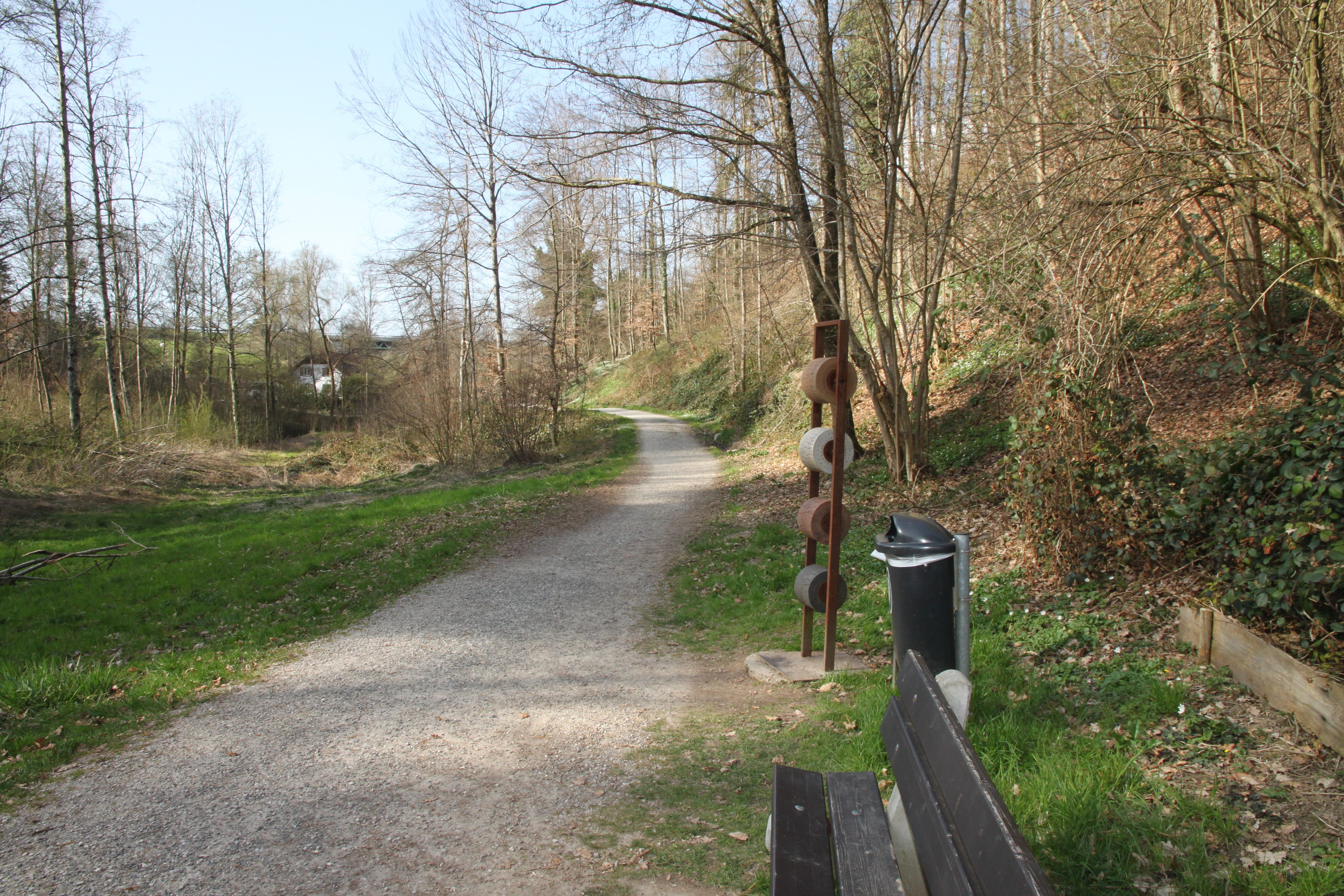
«Tonmühlen / Moulins sonores» von Jürg Schneider
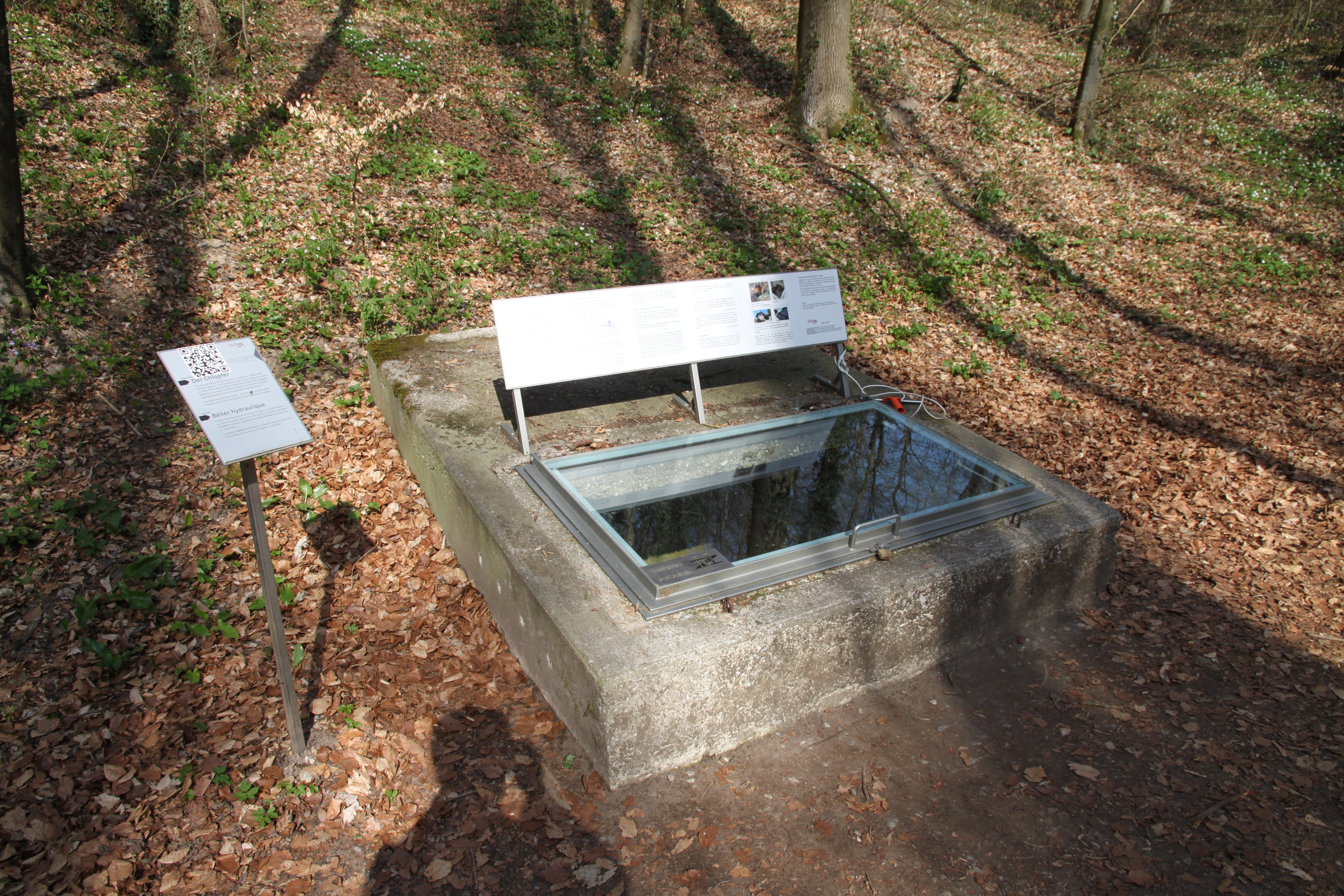
Chlopfer / Bélier hydraulique
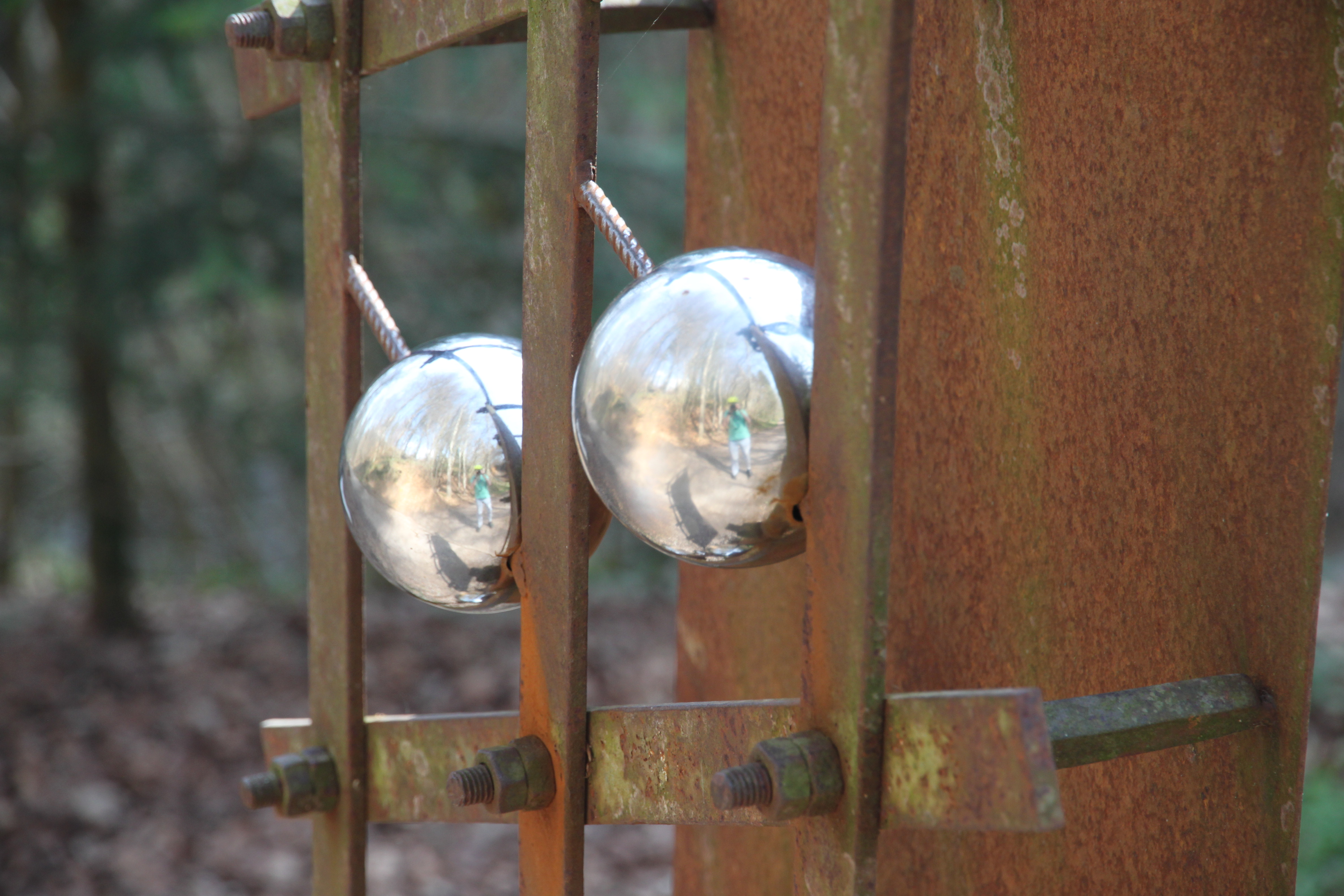
«Kugelsplitter / Eléments sphériques» von Mireille Schafer
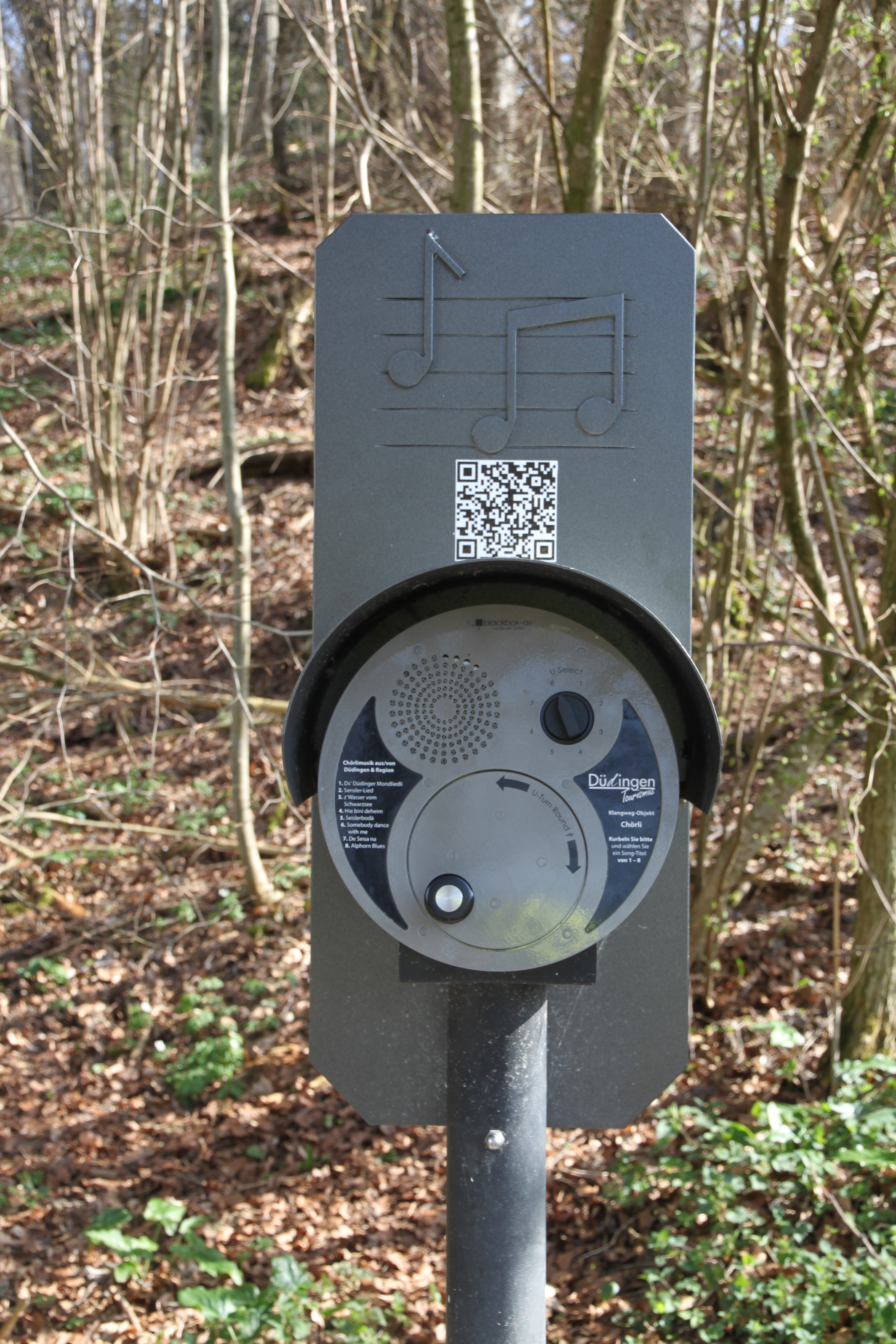
Chörlimusik
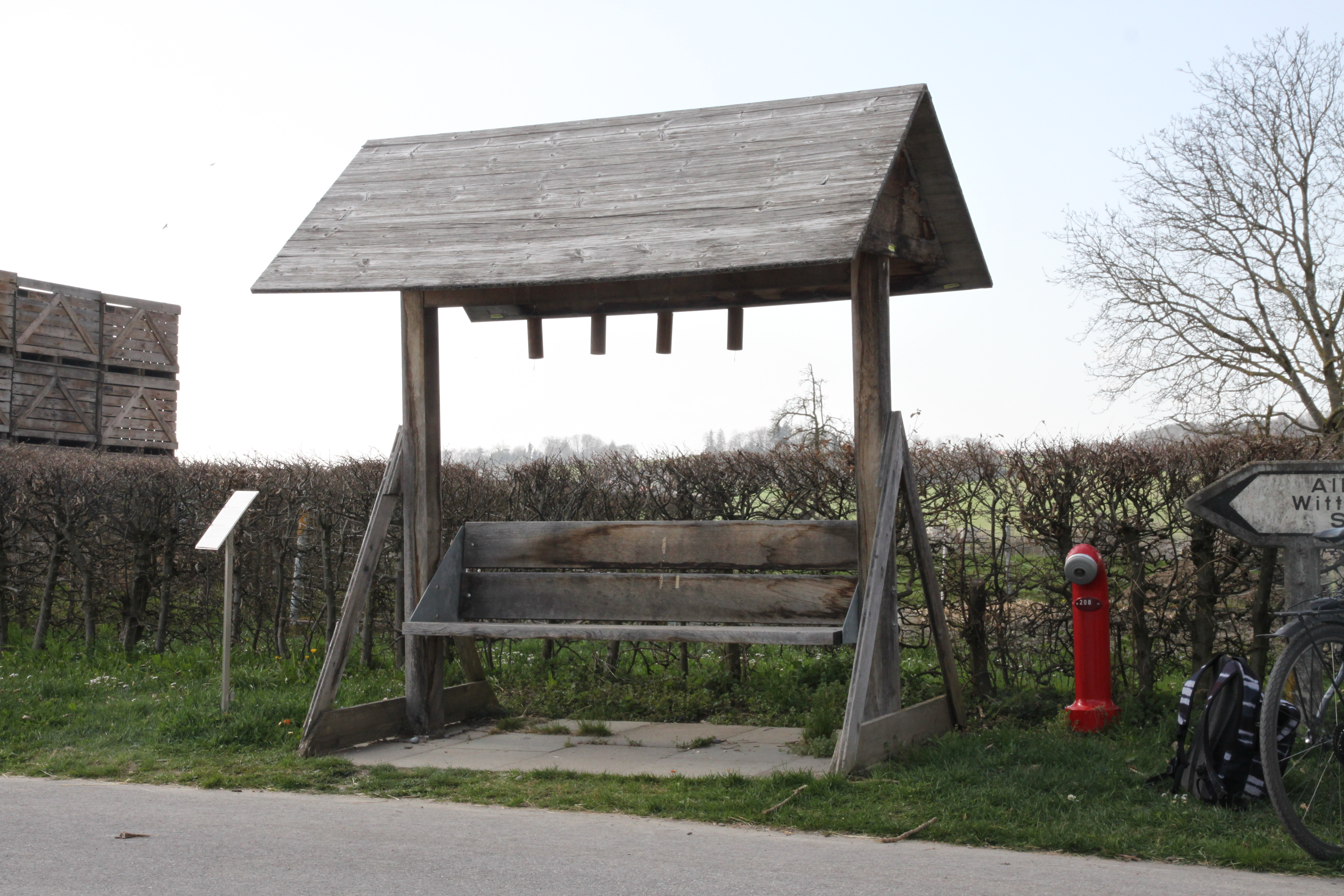
Koshi Klangspiel / Carillon Koshi
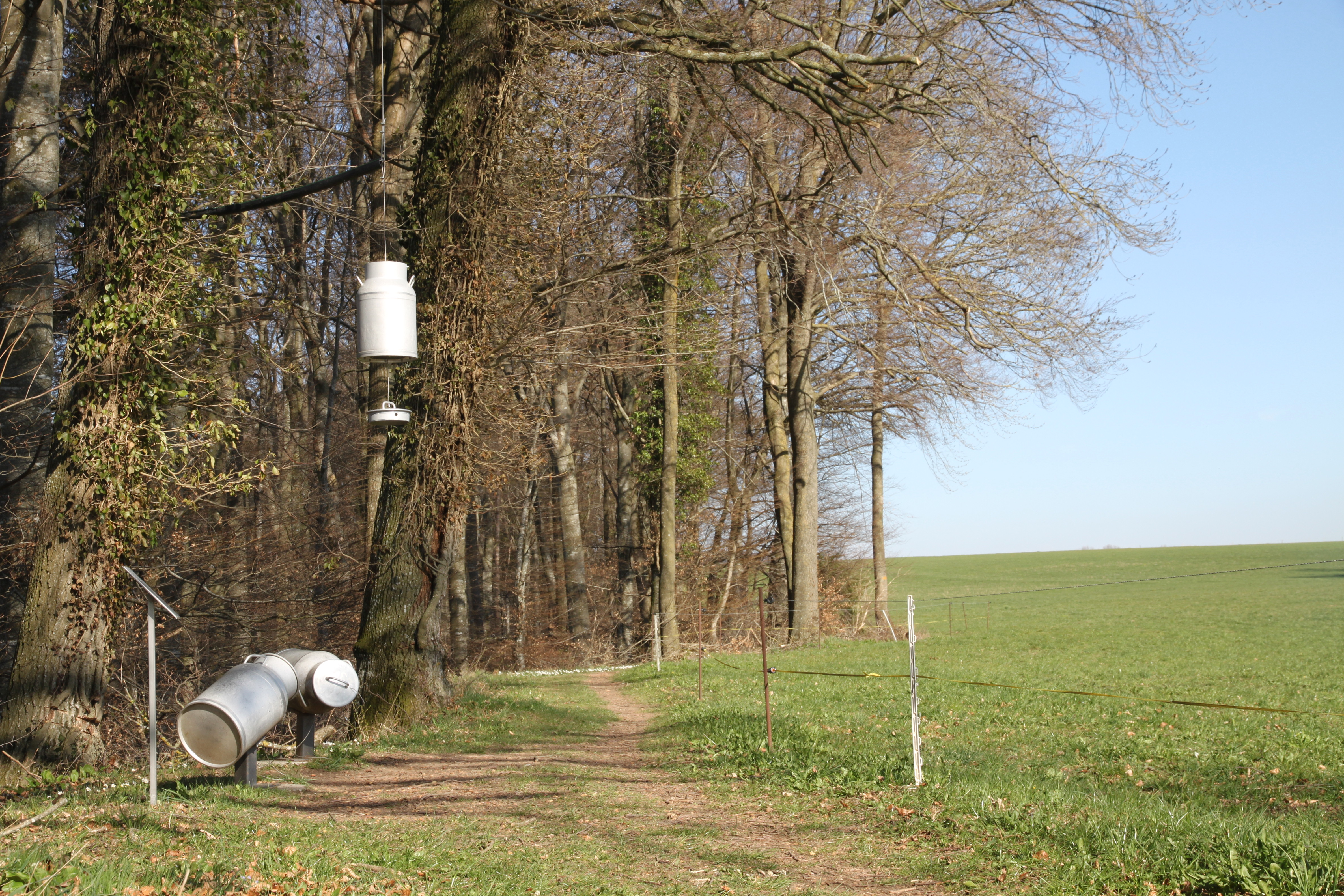
«Milchkannen / Bidons à lait» von Manfred Zurkinden/Buba
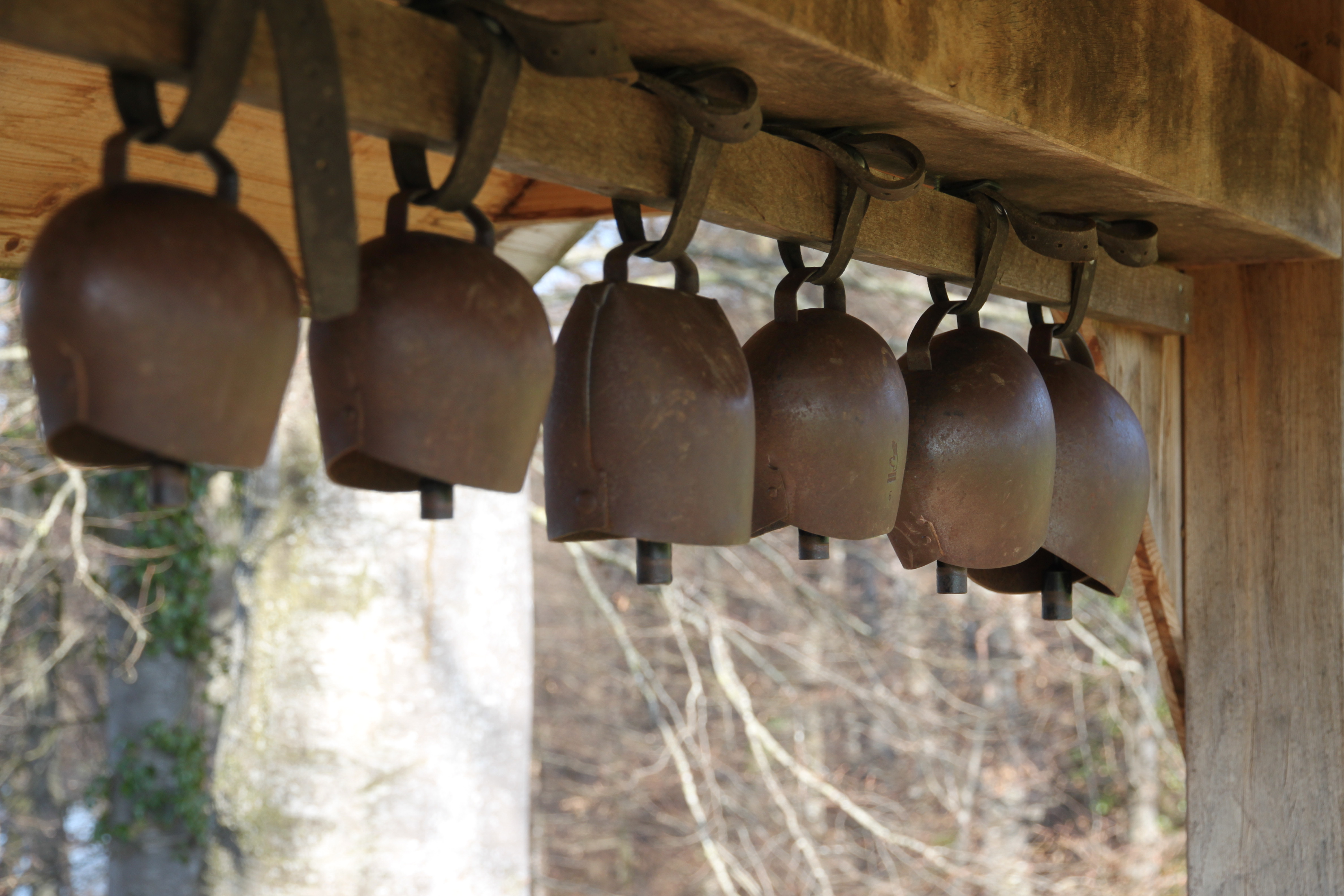
Glockenspiel / Cloches von Wohnmacher/Buba
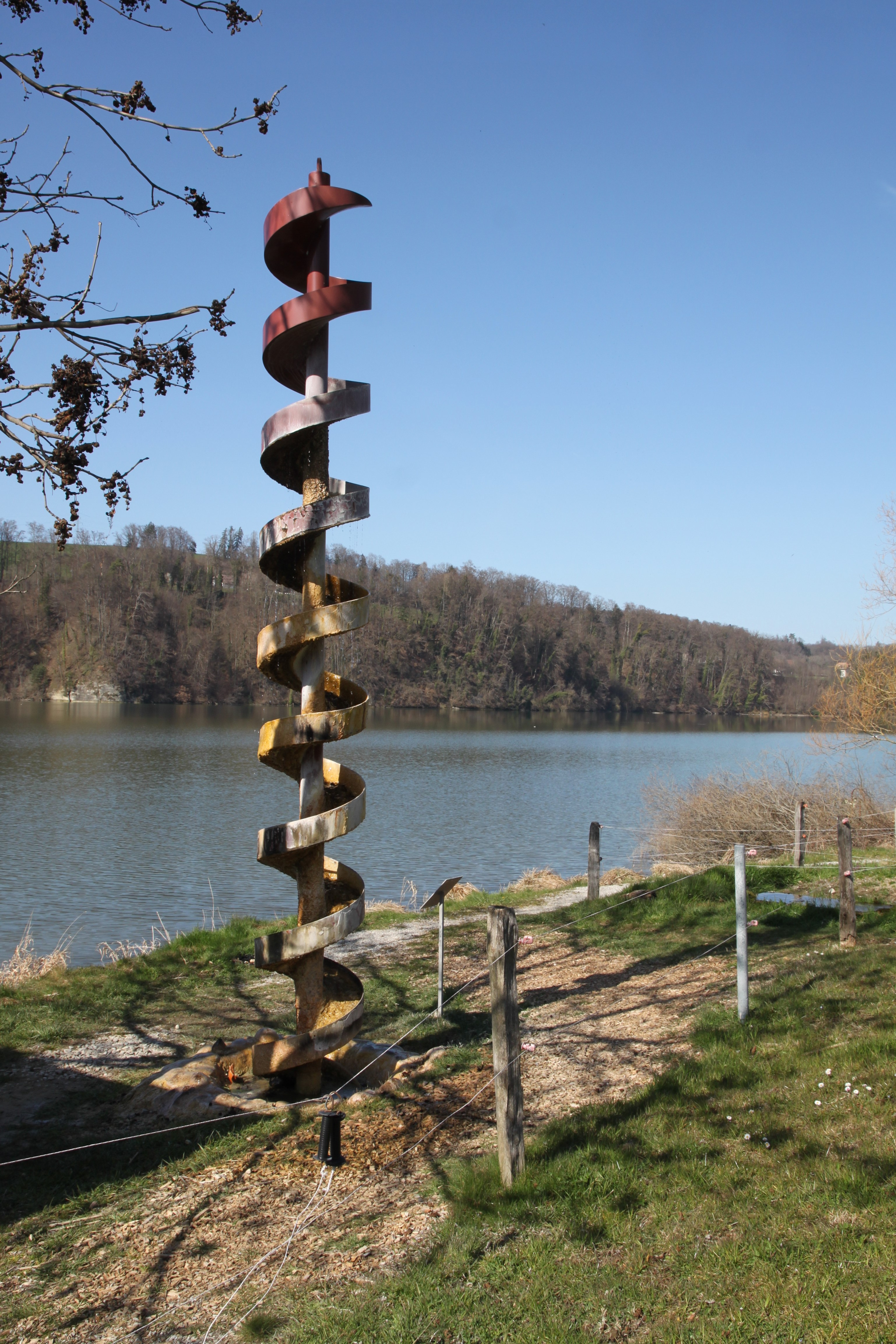
«Aqua sonorium» von Toni Julmy
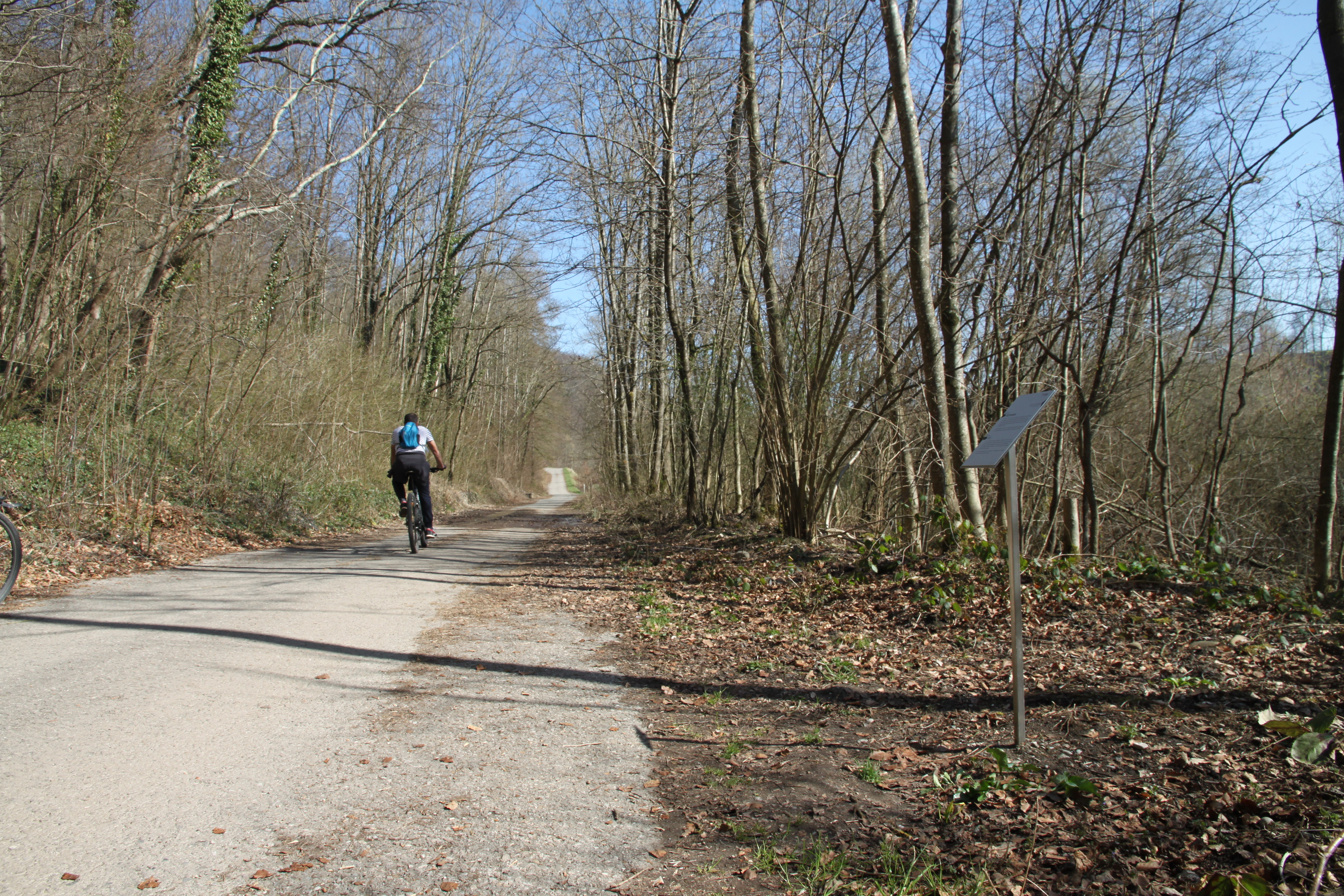
«Schreien / Cri»
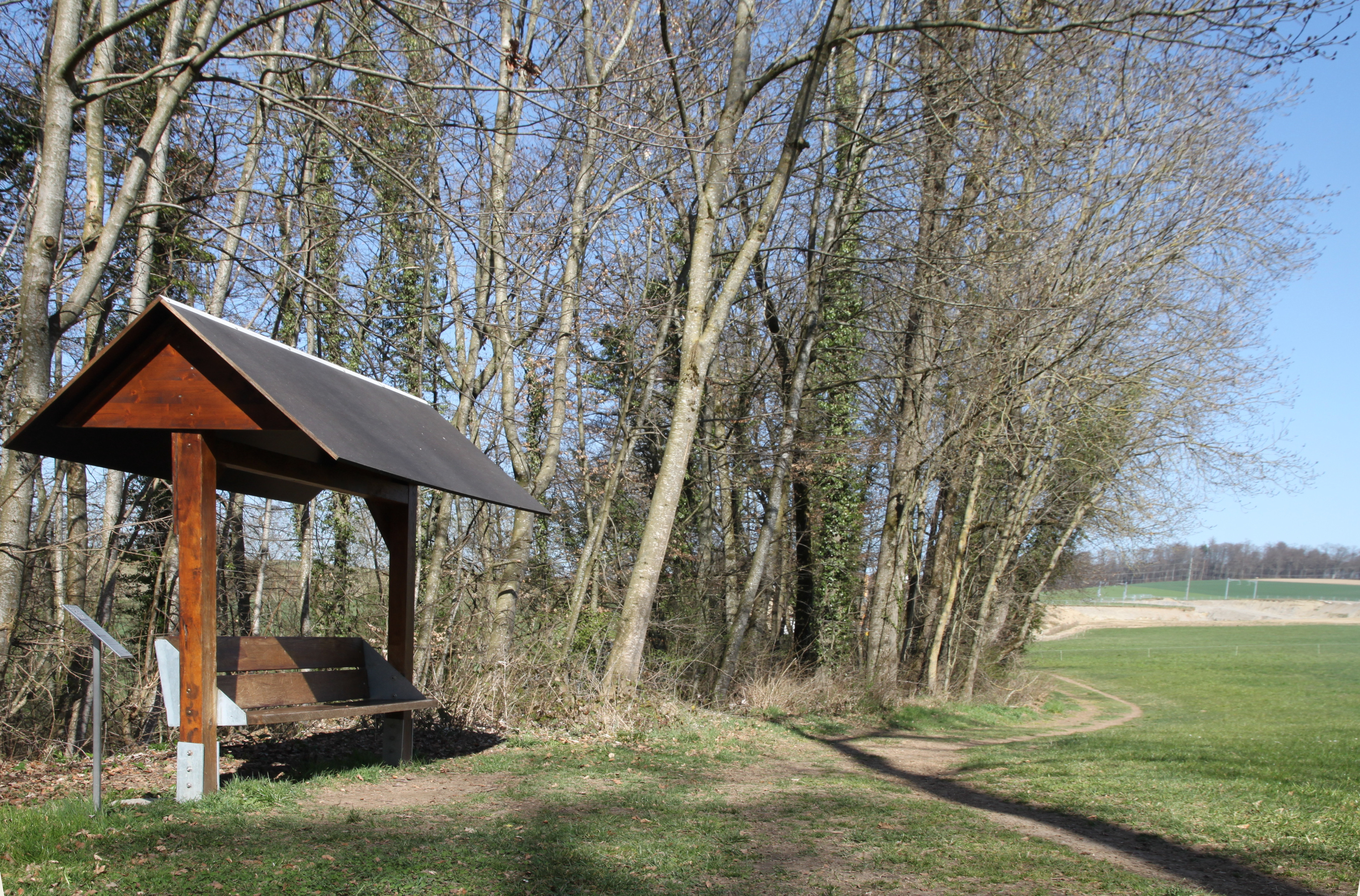
«Stille / Son du silence» von Wohnmacher
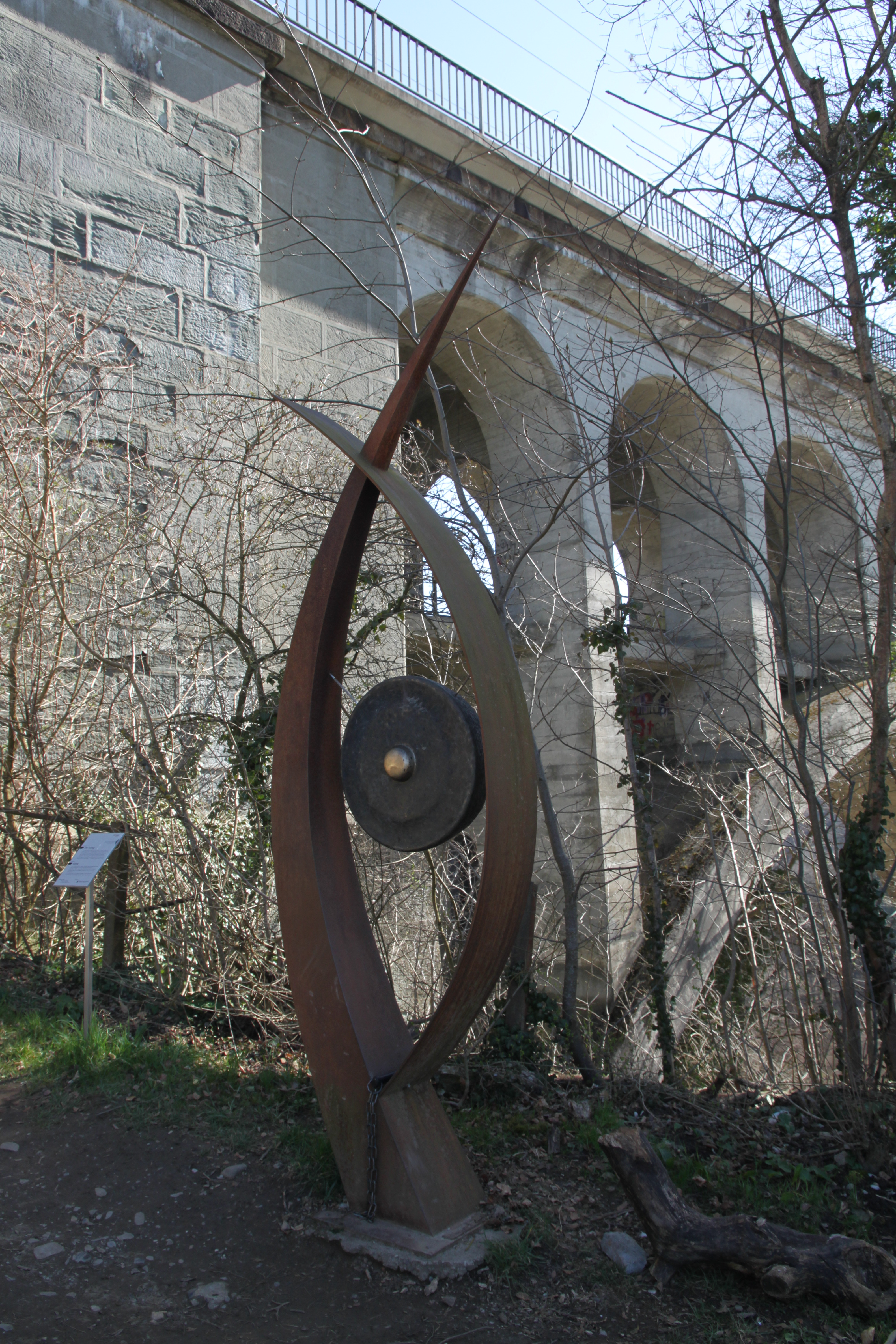
«Gong» von Manfred Zurkinden
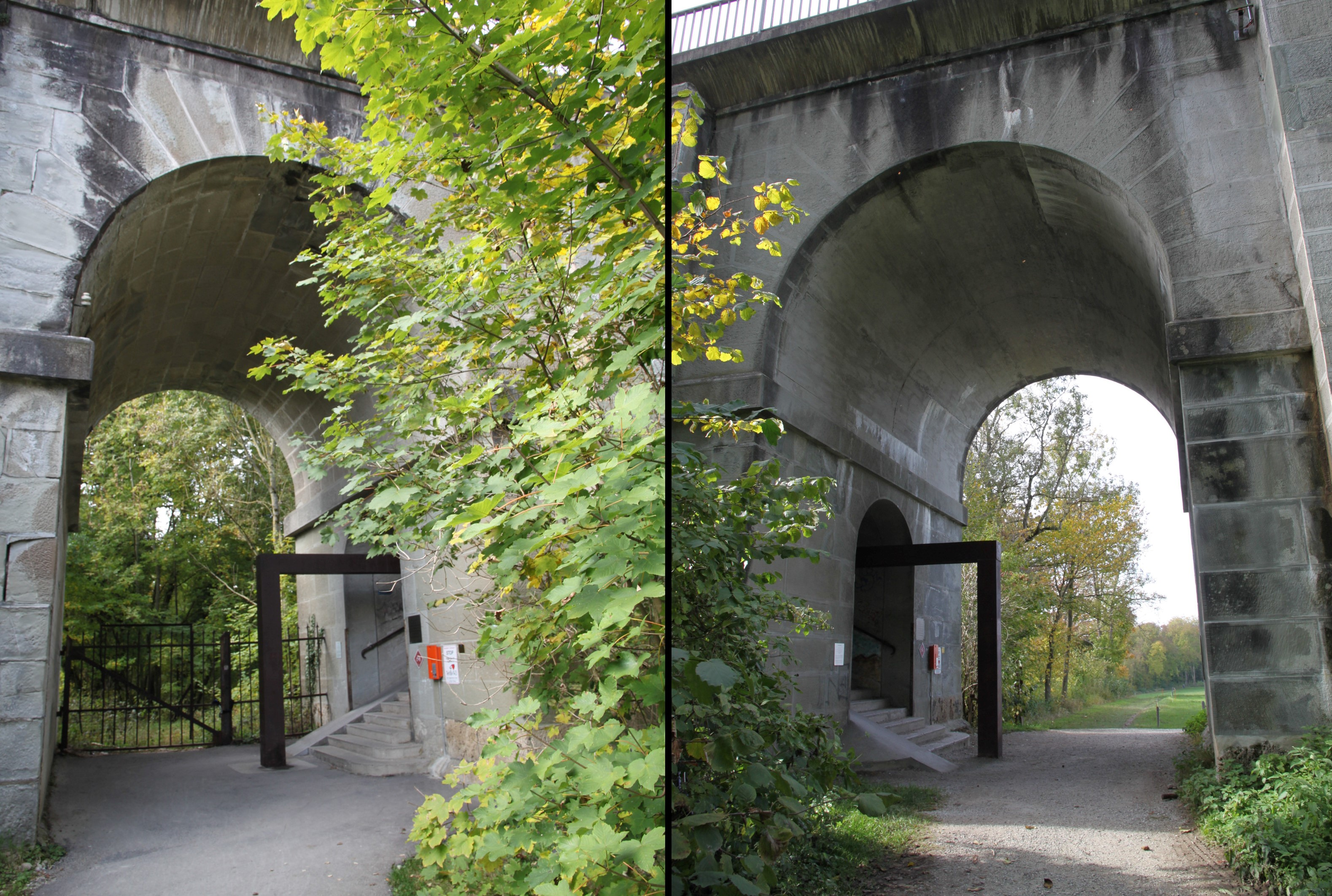
Die Plastik «Maillart Bridge extended» von R. Serra auf dem Grandfey-Viadukt